# Естал
Естал (фр. Estal) насеље је и општина у јужној Француској у региону Миди Пирене, у департману Лот која припада префектури Фижак.
По подацима из 2011. године у општини је живело 119 становника, а густина насељености је износила 19,7 становника/km². Општина се простире на површини од 6,04 km². Налази се на средњој надморској висини од 450 метара (максималној 480 m, а минималној 193 m).

## Демографија
| 1962. | 1968. | 1975. | 1982. | 1990. | 1999. | 2011. |
| ----- | ----- | ----- | ----- | ----- | ----- | ----- |
| 153   | 163   | 147   | 129   | 134   | 110   | 119   |

График промене броја становника у току последњих година